# داجمار ميتسجر
داجمار ميتسجر (بالألمانية: Dagmar Metzger )‏ (و. 1958  م) هي سياسية ألمانية، ولدت في برلين، هي عضوةٌ الحزب الديمقراطي الاجتماعي الألماني.

## مناصب
تولت منصب عضو البرلمان هسه.